# Михайлівська волость (Мелітопольський повіт)
Михайлівська волость — адміністративно-територіальна одиниця Мелітопольського повіту Таврійської губернії.
Станом на 1886 рік складалася з 1 поселення, 1 сільської громади. Населення — 9160 осіб (4520 чоловічої статі та 4640 — жіночої), 1415 дворових господарств.
|                     | Площа, десятин | У тому числі орної, дес. |
| ------------------- | -------------- | ------------------------ |
| Сільських громад    | 28903          | 20735                    |
| Приватної власності | —              | —                        |
| Іншої власності     | 300            | 210                      |
| Загалом             | 29203          | 20945                    |

Найбільші поселення волості:
- Михайлівка (Ядик-Кургень) — село за 45 верст від повітового міста, 9160 осіб, 1415 дворів, православна церква, синагога, 3 школи, поштова станція, 18 лавок, 3 постоялих двори, трактир, 2 ярмарки на рік, залізнична станція Михайлівка, базари по середах. За 7 верст — лісова пристань.